# ウィットビー教会会議
ウィットビー教会会議（英語：Synod of Whitby）は、664年にイングランドで開かれたキリスト教の教会会議。

## 概要
イングランドのキリスト教は、当初アイルランドから伝わったケルト系キリスト教の影響が大きかった。アイルランドのキリスト教は、ローマのベネディクトゥス会則とは大きく離れていたほか、修道制を基礎としておりカトリックのような司教の管轄下におかれる教区が設けられていなかった。こうした様々な差異が、キリスト教の浸透とともに顕在化していき、両勢力の対立が強まっていた。こうした状況を収拾するため、664年、ノーサンブリア王のオズウィによってウィットビー教会会議が召集された。
イースト・サクソン司教チャドやリンディスファーン司教コルマンはケルト側で、ドーチェスター司教アギルベルフトやリポン司教ウィルフリッドはローマ側で論陣を張った。直接のテーマはイースターの期日算定をめぐるものであったが、両勢力のどちらが主導権を握るかという点で重要な意味をもった。結局、ローマ側の主張が通ったことで、ノーサンブリアにおいてローマ・カトリックが優位にたった。この後、徐々にローマ・カトリックがイングランド各地に影響力を拡大していった。